# 埼玉県道43号皆野荒川線
埼玉県道43号皆野荒川線（さいたまけんどう43ごう みなのあらかわせん）は、埼玉県秩父郡皆野町から秩父市（旧荒川村）に至る主要地方道である。

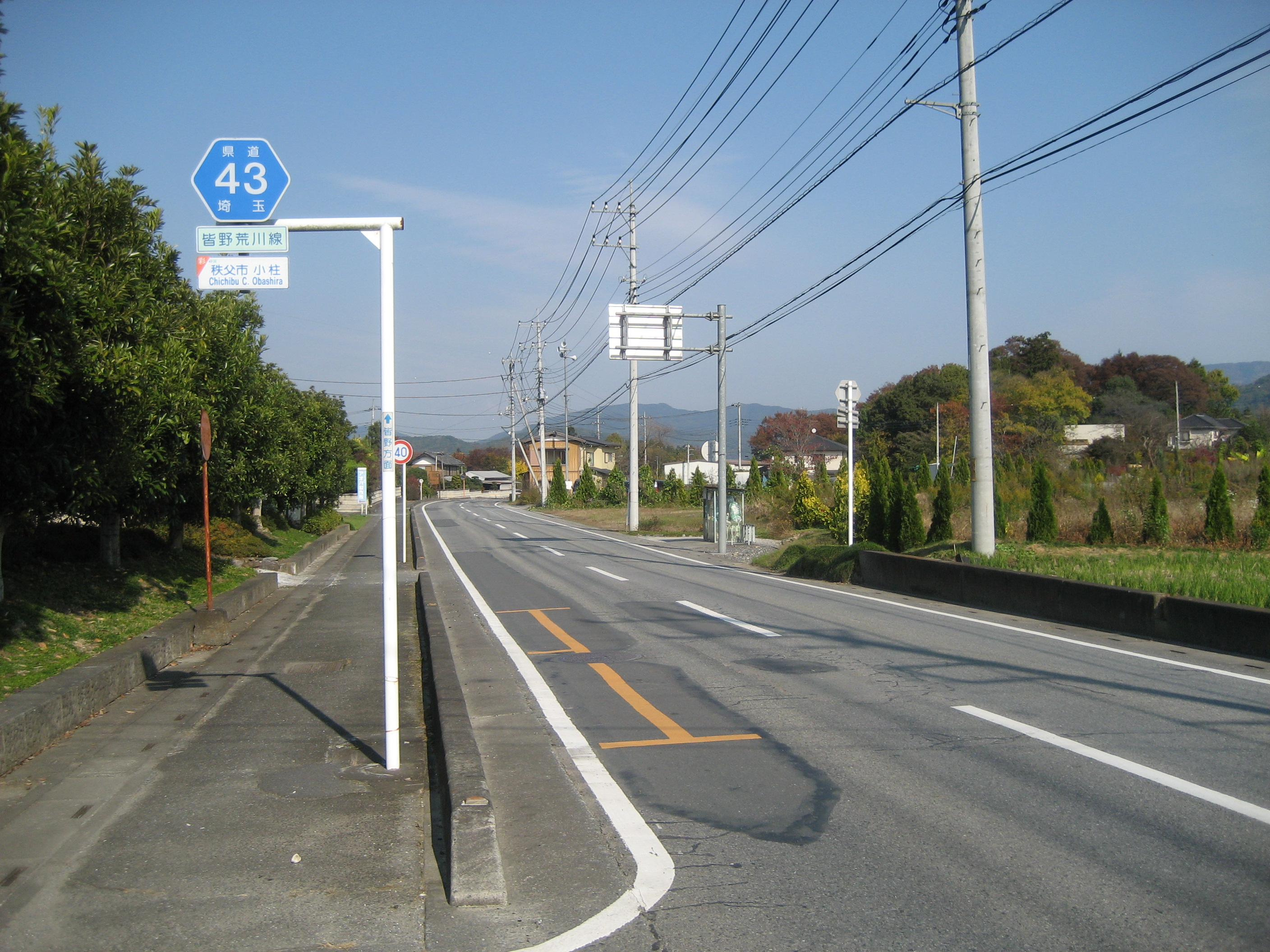
秩父市内

## 概要

### 路線データ
- 起点：埼玉県秩父郡皆野町　埼玉県道37号皆野両神荒川線交点
- 終点：埼玉県秩父市荒川小野原　国道140号交点
- 距離：17,998m

## 地理

### 通過する自治体
- 埼玉県
  - 秩父郡皆野町 - 秩父市 - 秩父郡小鹿野町 - 秩父市

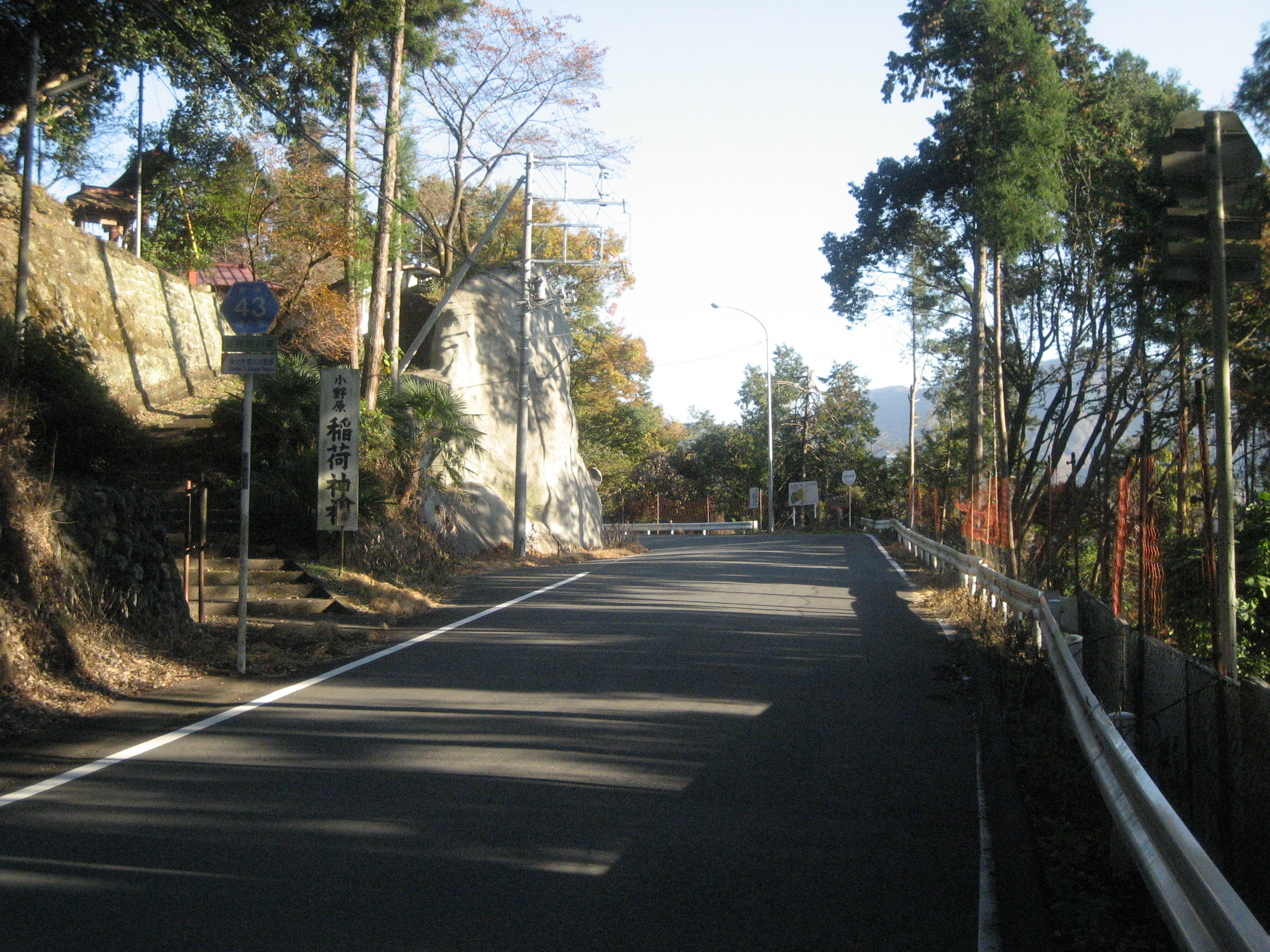
秩父市荒川

### 交差する道路

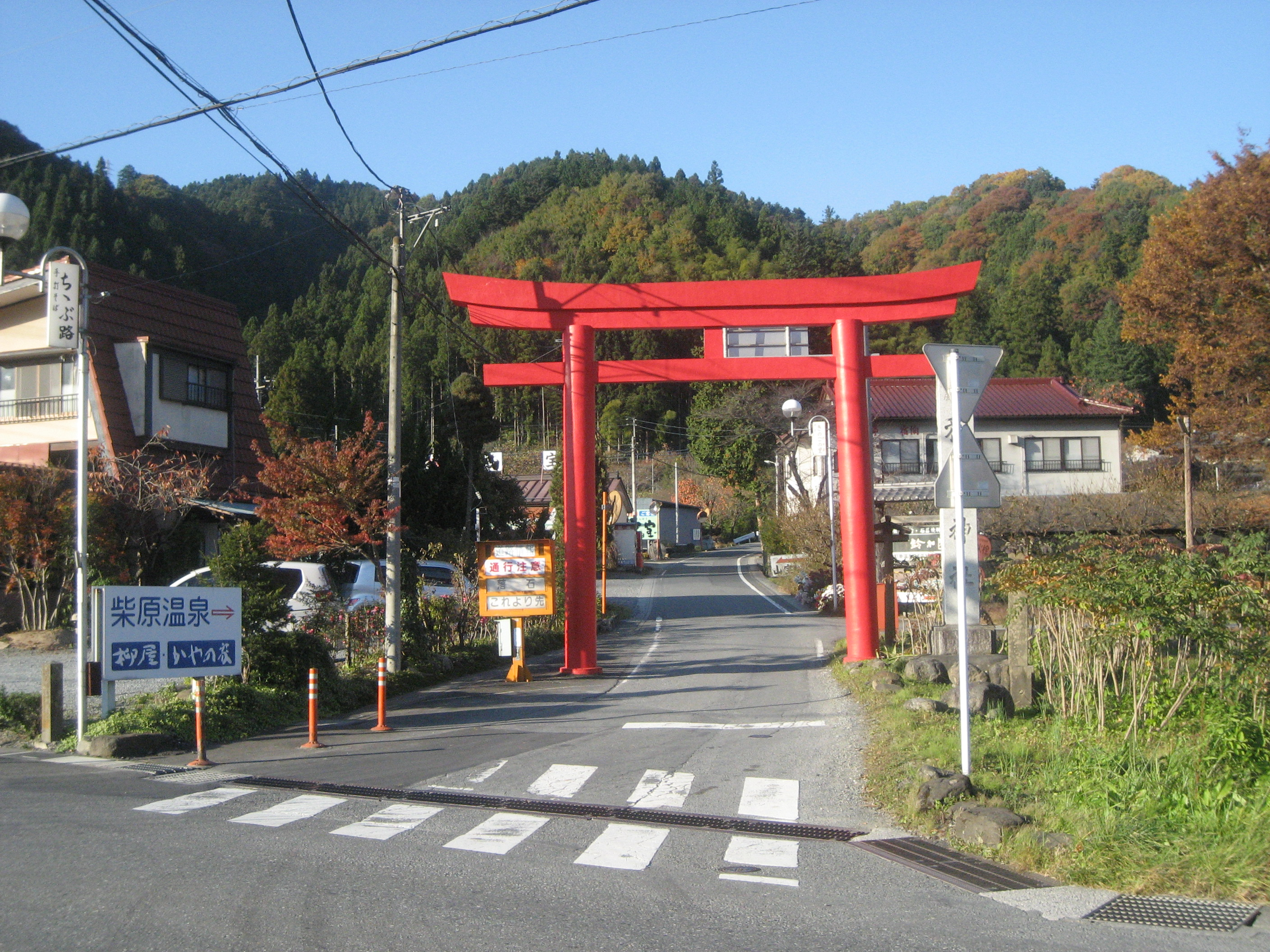
国道140号線から見た終点付近

- 埼玉県道37号皆野両神荒川線
- 埼玉県道206号皆野停車場線
- 埼玉県道44号秩父児玉線
- 埼玉県道270号吉田久長秩父線
- 埼玉県道209号小鹿野影森停車場線
- 国道299号
- 国道140号

### 沿道の主な施設
- 親鼻駅
- 皆野町役場
- 皆野駅
- 荒川
  - 皆野橋
- 廣済堂埼玉ゴルフクラブ
- 東都秩父カントリークラブ
- 彩の森カントリークラブ
- 西谷津温泉
- 小鹿野町立長若中学校
- 小鹿野町立長若小学校
- 小鹿野長若郵便局
- 東都埼玉カントリークラブ
- 柴原温泉郷